# Direction nationale du contrôle de gestion
Ne doit pas être confondu avec Direction nationale d'aide et de contrôle de gestion.
La  Direction nationale du contrôle de gestion (DNCG) est une commission indépendante hébergée par la Ligue de football professionnel (LFP), chargée de surveiller les comptes des clubs de football professionnels en France. 
Ses missions sont fixées par l’article L.132-2 de l’Ordonnance n° 2006-596 du 23 mai 2006 relative à la partie législative du code du sport.

## Contrôle et sanctions
Après examen de la situation d'un club, notamment de sa situation juridique et financière, la DNCG peut prendre une ou plusieurs décisions concernant l'effectif et la participation du club aux compétitions. Les sanctions concernant l'effectif peuvent être :
- une interdiction partielle ou totale de recruter de nouveaux joueurs,
- un recrutement contrôlé avec limitation du budget prévisionnel ou de la masse salariale prévisionnelle, les contrats de joueurs devant alors être homologués par la DNCG, ou
- une limitation du nombre de joueurs du club pouvant être mutés dans l'équipe première.

Les décisions de la DNCG concernant la participation du club aux compétitions peuvent être :
- une rétrogradation dans la division inférieure,
- une interdiction d'accession à la division supérieure, ou
- une exclusion des compétitions.

## Fonctionnement

### Contrôle de premier niveau
La Direction nationale du contrôle de gestion est composée de trois organes, qui chacun a compétence pour assurer le contrôle juridique et financier d'une certaine catégorie de clubs affiliés à la FFF. La Commission de contrôle des clubs professionnels, siégeant à la FFF, assure le contrôle des clubs autorisés à utiliser des joueurs professionnels, soit tous les clubs de Ligue 1, de Ligue 2 et certains du National. La Commission fédérale de contrôle des clubs, siégeant à la FFF, a compétence pour surveiller tous les clubs du National et de National 2 non autorisés à utiliser des joueurs professionnels. Enfin, des Commissions régionales de contrôle des clubs siègent dans chaque ligue régionale et ont compétence pour contrôler tous les clubs de National 3 et du principal championnat des ligues régionales.

### Appel
Il est possible de faire appel des décisions de ces organes de premier niveau devant la Commission d'appel, qui siège à la FFF. L'appel doit être formé dans un délai de 7 jours à compter de la date d'envoi de la décision contestée.

### Autres recours

#### Comité national olympique et sportif français
Contre une décision de la DNCG, un club peut saisir le Comité national olympique et sportif français (CNOSF). Celui-ci rend une proposition de conciliation, qui est alors soit acceptée soit refusée par le Conseil fédéral de la FFF.

#### Tribunal administratif
Il est aussi possible de former un recours devant le tribunal administratif qui peut juger soit en référé dans un délai court, soit au fond dans un délai plus long.